# Verchild's Mountain
Verchild's Mountain är ett berg i Saint Kitts och Nevis. Det ligger i den centrala delen av landet, 9 km nordväst om huvudstaden Basseterre. Toppen på Verchilds Mountain är 900 meter över havet. Verchild's Mountain ligger på ön Saint Christopher.